# Zero Mostel

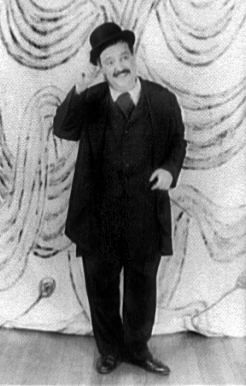
Zero Mostel, 1958

Zero Mostel (născut Samuel Joel Mostel, n. 28 februarie 1915, New York City, New York, SUA – d. 8 septembrie 1977, Pennsylvania, SUA) a fost un actor evreu-american de film.

## Lucrări

### Filmografie
| An   | Titlu                                          | Rol                      | Note                               |
| ---- | ---------------------------------------------- | ------------------------ | ---------------------------------- |
| 1943 | Du Barry Was a Lady                            | Rami/the Swami/Taliostra |                                    |
| 1950 | Panic in the Streets                           | Raymond Fitch            |                                    |
| 1951 | Procurorul (The Enforcer)                      | Big Babe Lazick          |                                    |
| 1951 | Sirocco                                        | Balukjiaan               |                                    |
| 1951 | Mr. Belvedere Rings the Bell                   | Emmett                   |                                    |
| 1951 | The Guy Who Came Back                          | Boots Mullins            |                                    |
| 1951 | The Model and the Marriage Broker              | George Wixted            |                                    |
| 1961 | Waiting for Godot                              | Estragon                 |                                    |
| 1966 | A Funny Thing Happened on the Way to the Forum | Pseudolus                |                                    |
| 1967 | Children of the Exodus                         | Narrator                 | scurtmetraj                        |
| 1967 | Producătorii (The Producers)                   | Max Bialystock           |                                    |
| 1968 | Great Catherine                                | Potemkin                 |                                    |
| 1969 | The Great Bank Robbery                         | Rev. Pious Blue          |                                    |
| 1970 | The Angel Levine                               | Morris Mishkin           |                                    |
| 1972 | The Hot Rock                                   | Abe Greenberg            |                                    |
| 1973 | Marco                                          | Kublai Khan              |                                    |
| 1974 | Rhinoceros                                     | John                     |                                    |
| 1974 | Once Upon a Scoundrel                          | Carlos del Refugio       |                                    |
| 1975 | Fore Play                                      | President/Don Pasquale   |                                    |
| 1975 | Journey into Fear                              | Kopelkin                 |                                    |
| 1976 | Mastermind                                     | Inspector Hoku Ichihara  |                                    |
| 1976 | The Front                                      | Hecky Brown              |                                    |
| 1976 | Hollywood on Trial                             | Rolul său                | Documentar                         |
| 1978 | Familia Iepurilă (Watership Down)              | Kehaar (voce)            | ultimul rol de film; lansat postum |
| 1979 | Best Boy                                       | Rolul său                | Documentar                         |

### Televiziune
| An      | Titlu                           | Rol                         | Note                                 |
| ------- | ------------------------------- | --------------------------- | ------------------------------------ |
| 1948    | Off the Record                  | Interpret                   | 2 episoade                           |
| 1949    | Ford Theatre                    | Banjo                       | Episodul: The Man Who Came to Dinner |
| 1959    | Zero Mostel                     | Diverse personaje           | Film TV                              |
| 1959    | The World of Sholom Aleichem    | Interpret                   | Film TV                              |
| 1959-60 | The Play of the Week            | Estragon / Melamed          | 2 episoade                           |
| 1970    | Rowan & Martin's Laugh-In       | Interpret invitat           | 2 episoade                           |
| 1972    | The Electric Company            | Spell Binder (voce)         | 650 de episoade                      |
| 1976    | The Little Drummer Boy, Book II | Brutus (voce)               | Special TV                           |
| 1977    | The Muppet Show                 | Rolul său – invitat special | Sezonul 2 Episodul 2 transmis postum |

### Teatru
| An   | Titlu                                          | Rol                                | Teatrul (clădire)                 |
| ---- | ---------------------------------------------- | ---------------------------------- | --------------------------------- |
| 1942 | Cafe Crown                                     | Patron                             | Cort Theatre, Broadway            |
| 1942 | Keep 'em Laughing                              | Interpret                          | 44th Street Theatre, Broadway     |
| 1942 | Top-Notchers                                   | Interpret                          | 44th Street Theatre, Broadway     |
| 1945 | Concert Varieties                              | Interpret                          | Ziegfeld Theatre, Broadway        |
| 1946 | Beggar's Holiday                               | Hamilton Peachum                   | Broadway Theatre, Broadway        |
| 1952 | Flight into Egypt                              | Glubb                              | Music Box Theatre, Broadway       |
| 1954 | Lunatics and Lovers                            | Dan Cupid (înlocuit Buddy Hackett) | Broadhurst Theatre, Broadway      |
| 1956 | The Good Women of Szechwan                     | Mr. Shu Fu                         | Phoenix Theatre, Off-Broadway     |
| 1957 | Good as Gold                                   | Doc Penny                          | Belasco Theatre, Broadway         |
| 1958 | Ulysses in Nighttown                           | Leopold Bloom                      | Rooftop Theatre, Off-Broadway     |
| 1960 | The Good Soup                                  | The Croupier                       | Plymouth Theatre, Broadway        |
| 1961 | Rhinoceros                                     | John                               | Longacre Theatre, Broadway        |
| 1962 | A Funny Thing Happened on the Way to the Forum | Prologus/Pseudolus                 | Alvin Theatre, Broadway           |
| 1964 | Scripcarul pe acoperiș                         | Tevye                              | Imperial Theatre, Broadway        |
| 1969 | A Pray by Blecht                               | N/A                                | A fost anunțat, dar a fost anulat |
| 1971 | Fiddler on the Roof                            | Tevye                              | Majestic Theatre, Broadway        |
| 1974 | Ulysses in Nighttown                           | Leopold Bloom                      | Rooftop Theatre, Off-Broadway     |
| 1976 | Fiddler on the Roof                            | Tevye                              | Winter Garden Theatre, Broadway   |